# Zarma

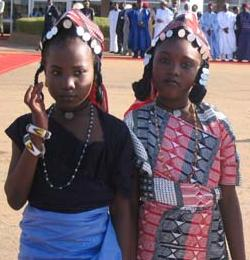
Mädchen in der traditionellen Kleidung der Zarma

Die Zarma, deutsch traditionell Djerma genannt, (auch Zerma, Dyerma, Dyarma, Dyabarma, Zabarma, Adzerma, Zarbarma, Zarbarma oder Zarmaci) sind eine ethnische Gruppe in Westafrika, die vorwiegend im Südwesten Nigers siedelt, auf der Grenze zu Mali, Nigeria und Benin, am Rande der Sahelzone. Ihre Sprache, das Zarma, ist eine der Songhai-Sprachen, daher werden sie gelegentlich auch als Zarma Songhay bezeichnet. Die Zarma leben vorwiegend als Ackerbauern und bauen Hirse, Sorghum und Reis an.

## Persönlichkeiten
- Zabar khane, legendärer Held und Stammvater der Zarma
- Mali Béro, legendärer Held und Anführer des Exodus der Zarma im 15. Jahrhundert
- Issa Korombé; gefeierter Kämpfer der Boboye, Chef des Widerstandes gegen die Fulbe während der Zweiten Hälfte des 19. Jahrhunderts
- Mohammed Ibrahim Babatou (1872–1896), Chef der Abenteurer und Händler in Nord-Ostghana
- Attikou Zarmakoy, Anführer des Widerstandes gegen die französische Kolonisation in den Jahren 1897 bis 1902
- Issoufou Saïdou Djermakoye (1920–2000), nigrischer Politiker und Diplomat.
- Hamani Diori, von 1960 bis 1974 der erste Präsident der Republik Niger
- Amadou Seyni Maïga, nigrischer Offizier, Politiker und Diplomat
- Moumouni Boureima, nigrischer General
- Ibrahim Hassane Mayaki, von 1997 bis 2000 Premierminister von Niger
- Salou Djibo, nach Staatsstreich im Februar 2010 de facto Staatsoberhaupt von Niger
- Koulba Baba, nigrischer Erzähler